# Русу-де-Жос
Русу-де-Жос (рум. Rusu de Jos) — село у повіті Бистриця-Несеуд в Румунії. Адміністративно підпорядковане місту Беклян.
Село розташоване на відстані 335 км на північний захід від Бухареста, 24 км на захід від Бистриці, 59 км на північний схід від Клуж-Напоки.

## Населення
За даними перепису населення 2002 року у селі проживали 349 осіб. Рідною мовою 348 осіб (99,7%) назвали румунську.
Національний склад населення села:
| Національність | Кількість осіб | Відсоток |
| -------------- | -------------- | -------- |
| румуни         | 313            | 89,7%    |
| цигани         | 30             | 8,6%     |
| угорці         | 5              | 1,4%     |